# Manimal Vinyl
Manimal Vinyl es una compañía discográfica estadounidense fundada en Los Ángeles en 2006 por el estilista de moda Paul Beahan.
Es conocida por lanzar música pop clandestina y experimental. Es originalmente conocida como un sello folk que hace anualmente discos tributos para obras de caridad en todo el mundo, habiendo finalmente cambiado a música dance y progresiva. En 2009, pasaron a la distribución mundial, haciendo a su vez, difícil encontrar catálogo disponible en Reino Unido, Estados Unidos y Asia. En 2008, encontraron el Festival Anual Manimal en Pioneertown, California. El festival ha contado con la participación de Edward Sharpe and the Magnetic Zeros, Warpaint, Ariel Pink y Papercranes. En 2012, Manimal se alió con la compañía discográfica Frenchkiss Records, más conocida como FKLG. Manimal tiene una subsidiaria llamada Loose Recordings el cual está ubicado en Vancouver y es coordinado por la fundadora y artista Nathalia Pizarro. Manimal también cuenta con una División de Relaciones Públicas, Firma de Consulta Creativa, así como también, una División de Licencia, todo ubicado en Los Ángeles. En octubre de 2013, Manimal estrenará una nueva subsidiaria llamada Badlands Records, y su primer artista son Allison Iraheta y su banda Halo Circus. En 2014, Manimal será adquirida por The Manimal Group que también es propietaria de Manimal Filsm, Badlands Records, The Manimal Label Group, Loose Records y su alianza con Modern Records.